# Bulbophyllum leopardinum
Bulbophyllum leopardinum là một loài phong lan thuộc chi Bulbophyllum.